# 伯根菲爾德 (新澤西州)
伯根菲爾德（英語：Bergenfield）是位於美國新澤西州伯根縣的自治市鎮。

## 人口
根據2020年美國人口普查的數據，伯根菲爾德的面積為7.55平方千米，當中陸地面積為7.52平方千米，而水域面積為0.02平方千米。當地共有人口28321人，而人口密度為每平方千米3,751人。